# Denbac

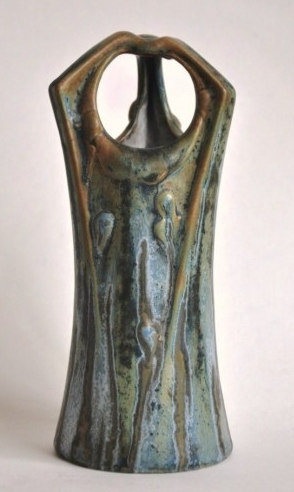
Vase en grès de Denbac, modèle no 156, début XXe siècle.

Denbac est la marque sous laquelle le céramiste René Denert et le gestionnaire René-Louis Balichon, associés à partir de 1921 dans la Société Denert et Balichon à Vierzon, produisent et commercialisent leur production semi-industrielle de grès décoratifs et publicitaires.

## Historique

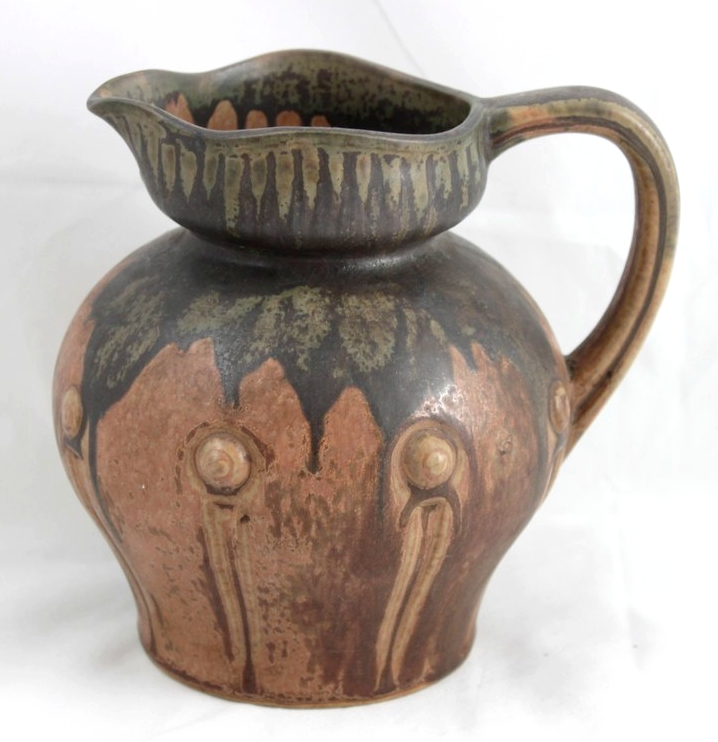
Pichet en grès modèle no 356, Vers 1930

René Denert crée un atelier de céramique à Vierzon en 1908, profitant de l'importante activité céramique qui existe dans la ville depuis le début du XIXe siècle et de son expérience de céramiste à Golfe-Juan. Cette entreprise, après l'arrivée de René Louis Balichon en 1910, deviendra en 1921 la Société Denert et Balichon. La production, au départ essentiellement artistique, comprendra alors un vaste catalogue de vases et objets décoratifs en grès commercialisés sous la marque Denbac, avant de se développer vers des séries de pièces publicitaires comme des flacons pour liquoristes.
En 1933, la société participe à la réalisation du Jardin de l'abbaye de Vierzon.
Après la mort de son créateur en 1937, l'activité périclite. L'entreprise est mise en sommeil pendant la Seconde Guerre mondiale, redémarre difficilement à la Libération de la France sous une forme plus industrielle et cesse définitivement sa production en 1952.
Les ateliers et les vestiges des fours, propriété privée, sont toujours visibles à Vierzon, rue Camille Desmoulins.